# 马克·布鲁姆
马克·布鲁姆（英語：Mark Blum，1950年5月14日—2020年3月25日），美国演员，曾获得奥比奖。
布鲁姆出生在新泽西州紐華克。1968年毕业于该州的哥伦比亚高级中学，后来于2012年被选入该校的名人堂。毕业后，他入学宾夕法尼亚大学并从该校毕业。
布鲁姆于1970年代开始其舞台生涯，于1980年代开始出名。代表作有《神秘约会》（1985年）、《鳄鱼邓迪》（1986年）、《盲目约会》（1987年）、《丛林中的莫扎特》（2014年）等。

## 個人生活與逝世
布魯姆與女演員Janet結婚，Janet曾在電視劇《As the World Turns》中飾演Natalie Bannon，以及《One Life to Live》中飾演Lee Halpern。
2020年3月25日，他因2019冠状病毒病引起的并发症于紐約-長老會醫院去世，享年69岁。

## 外部連結
- 马克·布鲁姆在互联网电影资料库（IMDb）上的資料（英文）
- 互聯網百老匯資料庫（IBDB）上马克·布鲁姆的資料（英文）
- 互联网外百老汇数据库（IOBDB）上马克·布鲁姆的資料（英文）
- Mark Blum （页面存档备份，存于） at the Internet Theatre Database